# Герон (лунный кратер)
Кратер Герон (лат. Heron (Hero)) — небольшой ударный кратер в экваториальной области обратной стороны Луны. Название присвоено в честь греческого математика и механика Герона (вторая половина I века н. э.); утверждено Международным астрономическим союзом в 1976 г. 

## Описание кратера

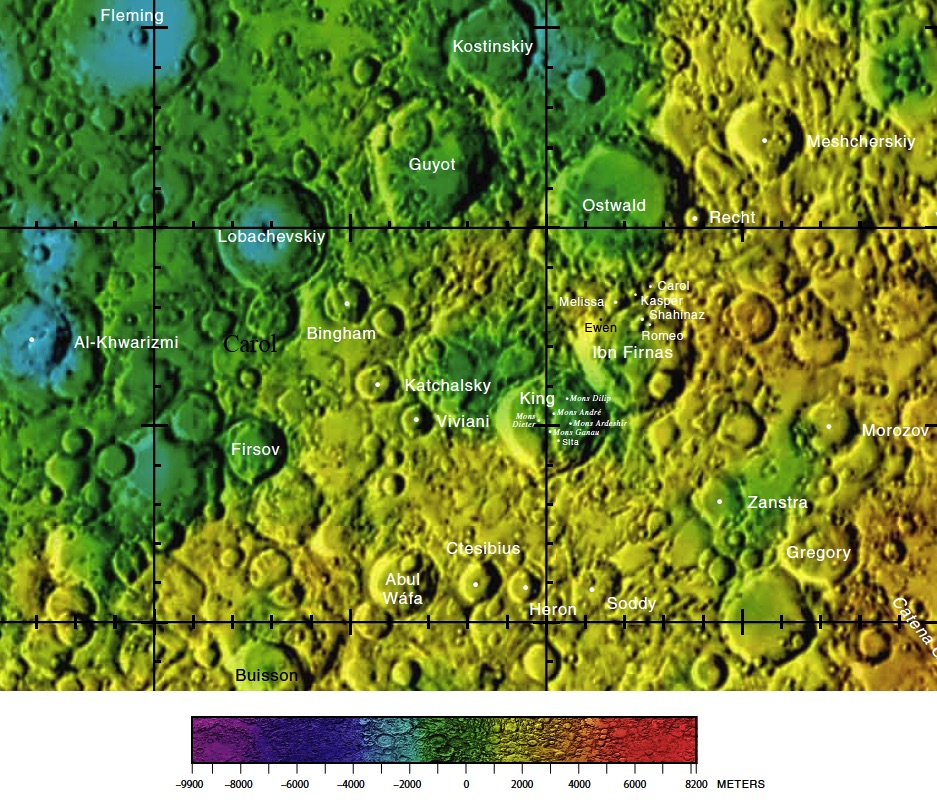
Окрестности кратера Герон. Фрагмент карты обратной стороны Луны.

Ближайшими соседями кратера являются кратер Ктесибий на западе; кратер Кинг на севере; кратер Содди на востоке; кратер Бечварж на юго-востоке; кратер Нехо на юге-юго-востоке; а также кратер Везалий на юго-западе. На севере от кратера Герон, в пределах чаши кратера Кинг, находятся пики Ганау, Ардешир, Дитера, Андре и Дилипа. Селенографические координаты центра кратера 0°39′ с. ш. 119°53′ в. д. / 0,65° с. ш. 119,88° в. д., диаметр 28,1 км, глубина 1,9 км.
Кратер имеет циркулярную форму, умеренно разрушен. Восточная часть внутреннего склона вала перекрыта маленьким кратером с несколько большим альбедо в сравнении с самим кратером Герон. Средняя высота вала кратера над окружающей местностью 840 м, объем кратера составляет приблизительно 370 км³. Дно чаши кратера плоское и ровное, испещрено множеством мелких кратеров, не имеет приметных структур.

## Сателлитные кратеры
| Герон | Координаты                                            | Диаметр, км |
| ----- | ----------------------------------------------------- | ----------- |
| H     | 0°14′ с. ш. 120°42′ в. д. / 0,24° с. ш. 120,7° в. д.  | 17,9        |
| Y     | 1°25′ с. ш. 119°41′ в. д. / 1,42° с. ш. 119,69° в. д. | 15,2        |

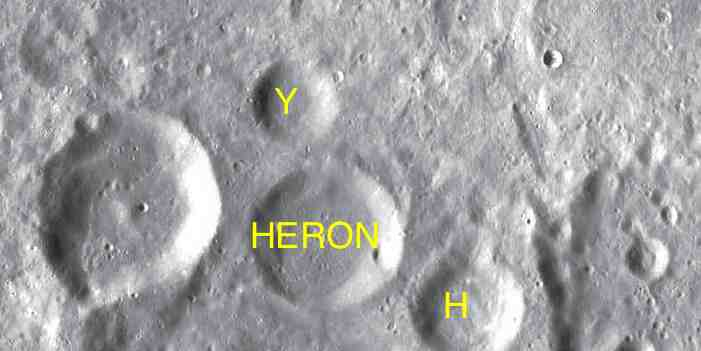
Фрагмент карты LAC-65.

- В чаше сателлитного кратера Герон H располагается небольшая вихреподобная структура с высоким альбедо.